# Osornophryne bufoniformis
Espèce
Synonymes
- Atelopus bufoniformis Peracca, 1904

Statut de conservation UICN

 NT  : Quasi menacé
Osornophryne bufoniformis est une espèce d'amphibiens de la famille des Bufonidae.

## Répartition
Cette espèce se rencontre de la province de Tungurahua en Équateur au département de Valle del Cauca en Colombie entre 2 800 et 4 700 m d'altitude sur les versants Est et Ouest de la cordillère Centrale.

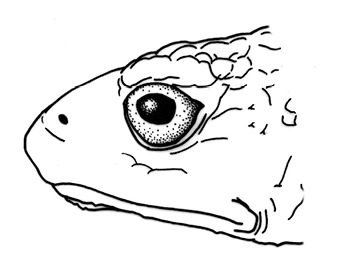
vue latérale du mâle

## Publication originale
- Peracca, 1904 : Viaggio del Dr. Enrico Festa nell Ecuador e regioni vicine: Reptili ed Amfibii. Bollettino dei Musei di zoologia e anatomia comparata della Università di Torino, vol. 19, no 465, p. 1-41 (texte intégral).